# Renzo Chiosso
Renzo Chiosso, all'anagrafe Lorenzo Chiosso (Torino, 24 agosto 1877 – Torino, 12 novembre 1949), è stato uno scrittore, drammaturgo, sceneggiatore e regista cinematografico italiano.

## Biografia
Autore di storie d'avventura, i suoi romanzi I navigatori del cielo (1925) e La città sottomarina (1940) sono tra le opere rilevanti di fantascienza italiana tra le due guerre mondiali.
Il suo romanzo Voragine rossa - Una storia di amore e di eroismo fu tradotta in francese e cecoslovacco.
Per l'editore Bemporad scrisse alcuni apocrifi pubblicati col nome di Emilio Salgari - dei cui figli Chiosso fu pro-tutore - a partire da appunti o tracce dello scomparso scrittore veronese.
Fu sceneggiatore di numerosi film tra il 1913 e il 1919, e regista de Il re dei pezzenti (1919) e, molti anni dopo, co-regista di Conquistatori d'anime (1936).

## Opere
(parziale)

### Romanzi
- I navigatori del cielo, Casa Editrice Italiana Gloriosa, 1925
- Voragine rossa - Una storia di amore e di eroismo. Il popolo spagnolo muore per difender la sua fede, le sue tradizioni e il suo onore, Alba, Pia Società San Paolo, 1939
- La città sottomarina, Grandi Romanzi di Avventure Illustrati, A.V.E., 1940
- I figli della luce
- Il solitario del Nilo, Roma, Pia Società San Paolo, 1941
- La leonessa di Serendib. Romanzo d'avventure, copertina di Mario D'antona, illustrazioni fuori testo di Gastone Regosa, Viglongo, Torino, 1951

#### Apocrifi salgariani
- Le avventure di Simon Wander, Bemporad, 1920 (rimaneggiamento di un testo giovanile inedito di Salgari, Avventure di Simone Wan der Steel)[3]
- Le mie memorie (Le mie Avventure), Mondadori, 1928 (prima stesura, poi rimaneggiato da Giovanni Bertinetti)[3]
- A bordo dell'Italia Una (racconto), in appendice a  Cacciatori di foche, Sonzogno 1929[3]

## Filmografia

### Regista
- Il re dei pezzenti (1919)
- Conquistatori d'anime (1936) - co-regia con F. Minotti